# Augustin Egger (évêque)
Pour l’article homonyme, voir Augustin Egger.
Augustin Egger, né le 6 août 1833 à Kirchberg et mort le 12 mars 1906 à Saint-Gall, est un prêtre catholique suisse, évêque de Saint-Gall de 1882 à 1906.

## Biographie
Augustin Egger est né le 6 août 1833 à Kirchberg, dans le canton de Saint-Gall. Son père, Josef Anton Egger, est agriculteur ; sa mère est née Maria Theresia Stadler. 
Il va au gymnase à Fischingen puis étudie la philosophie à Saint-Gall et la théologie à Tübingen. Il rentre au séminaire à Saint-Gall, et est ordonné prêtre le 17 mai 1856,. Il enseigne ensuite au petit séminaire diocésain, et devient chanoine de la cathédrale en 1856 et vicaire général en 1872. Le 25 mai 1882, il est élu évêque par le chapitre canonial, confirmé comme tel le 3 juillet 1882 et est ordonné le 6 août 1882 par Eugène Lachat. 

### Épiscopat
Durant son épiscopat, Egger s'investit notamment dans la dimension sociale, en promouvant le mouvement contre l'alcoolisme et la mise en place d'une assurance-accidents en Suisse. Il participe au rattachement du Tessin au diocèse de Bâle, mettant en place les prémisses du diocèse de Lugano, et participe également à la fondation de l'université de Fribourg en 1889. 
Écrivain prolixe, entre autres dans le Neues Tagblatt aus der östlichen Schweiz, il rédige plusieurs petits ouvrages d'apologétique,.
Après le Kulturkamp en Suisse, Egger participe à l'apaisement entre l'Église et l'état suisse
Augustin Egger a présidé la Conférence des évêques suisses de 1895 à 1905.
Il meurt le 12 mars 1905 à Saint-Gall.